# Старий Хмерин
Старий Хмерин — село в Україні, в Звягельському районі Житомирської області. Населення становить 30 осіб. Входить до складу Ємільчинської селищної громади.

## Географія
На південному заході від села бере початок річка Хмеринка.

## Історія
До 1939 року німецька колонія Сербівської волості Новоград-Волинського повіту Волинської губернії. Відстань від повітового міста 24 версти, від волості 4. Дворів 27, мешканців 140.